# پرسی، ایلینوی
پرسی (به انگلیسی: Percy) یک روستا در ایالات متحده آمریکا است که در ایلینوی واقع شده‌است. پرسی ۲٫۴۵ کیلومتر مربع مساحت و ۹۷۰ نفر جمعیت دارد.